# Coupe d'Europe de hockey sur glace 1983-1984
Navigation
Coupe d'Europe 1982-1983 Coupe d'Europe 1984-1985
La saison 1983-1984 est la 19e édition de la Coupe d'Europe de hockey sur glace.

## Premier tour
| Équipe 1         | Score     | Équipe 2               |
| ---------------- | --------- | ---------------------- |
| HC Saint-Gervais | 6:4, 8:4  | HC Dosza Ujpest        |
| Rødovre SIK      | 12:3, 9:2 | Dundee Rockets         |
| Furuset IF       | 5:8, 5:4  | Heerenveen Flyers      |
| HC Bienne        | 4:3, 9:7  | HDD Olimpija Ljubljana |

 VEU Feldkirch,   
 HC Bolzano,   
 Dynamo Berlin,  
 Djurgårdens IF : qualifiés d'office.

## Deuxième tour
| Équipe 1          | Score      | Équipe 2       |
| ----------------- | ---------- | -------------- |
| HC Saint-Gervais  | 4:7, 2:2   | HC Bolzano     |
| Rødovre SIK       | 2:12, 2:9  | Dynamo Berlin  |
| Heerenveen Flyers | 0:13, 2:15 | Djurgårdens IF |
| VEU Feldkirch     | 9:5, 2:3   | HC Bienne      |

 HIFK,   
 EV Landshut,   
 Dukla Jihlava,  
 CSKA Moscou :  qualifiés d'office.

## Troisième tour
| Équipe 1       | Score            | Équipe 2      |
| -------------- | ---------------- | ------------- |
| HC Bolzano     | 1:12, 2:11       | CSKA Moscou   |
| Dynamo Berlin  | 7:3, 2:4         | HIFK          |
| Djurgårdens IF | 5:1, par forfait | EV Landshut   |
| VEU Feldkirch  | 6:7, 3:7         | Dukla Jihlava |

## Groupe final
| Équipe 1      | Score | Équipe 2       |
| ------------- | ----- | -------------- |
| Dukla Jihlava | 7:2   | Dynamo Berlin  |
| CSKA Moscou   | 5:0   | Djurgårdens IF |
| CSKA Moscou   | 4:3   | Dynamo Berlin  |
| Dukla Jihlava | 3:1   | Djurgårdens IF |
| Dynamo Berlin | 5:3   | Djurgårdens IF |
| CSKA Moscou   | 4:3   | Dukla Jihlava  |

### Tour final
| Rang | Équipe         | Points |
| 1    | CSKA Moscou    | 6      |
| 2    | Dukla Jihlava  | 4      |
| 3    | Dynamo Berlin  | 2      |
| 4    | Djurgårdens IF | 0      |

## Bilan
Le CSKA Moscou remporte la 19e Coupe d'Europe.